# Hans Parzinger

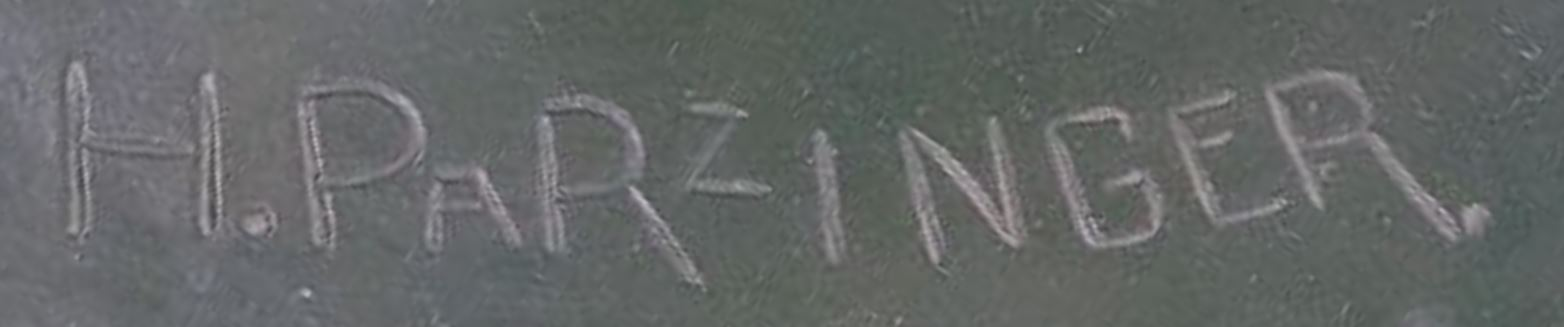
Signatur von Hans Parzinger

Hans Parzinger (* 1886; † 1958) war ein deutscher Bildhauer.

## Leben
Hans Parzinger war in München tätig; 1905 wohnte er in der Königinstr. 67, 1906 in der Ysenburgstr. 8, von 1907 bis 1909 in der Augustenstr. 80, von 1910 bis mindestens 1921 in der Leopoldstr. 53, 1930, 1936 und 1939 in der Schönfeldstr. 28. Er unternahm Studienreisen nach Italien und Griechenland. 
In den Jahren 1905, 1906, 1907, 1908, 1909, 1910, 1911, und 1926 zeigte er seine Arbeiten bei den Jahresausstellungen im Münchener Glaspalast. Bei dem Wettbewerb um ein Valentin-Ostertag-Denkmal erhielt er 1908 einen Preis.
Er schuf zahlreiche Bronzestatuetten, die zum Teil von der Kunstgießerei Adalbert Brandstetter in München gegossen wurden und teilweise in mehreren Güssen vorliegen. Daneben schuf er Entwürfe für Porzellanfiguren. 1932 produzierte die Porzellanmanufaktur Rosenthal in Selb seine Entwürfe Grock, das den gleichnamigen Clown zeigt und Fratellini, der auf die gleichnamige Clownfamilie hinweist, in glasiertem, handbemaltem Porzellan.
Seine Sujets waren oft Aktfiguren und Themen der Mythologie. Parzingers Objekte „hatten stets einen gewissen Bezug auf seine jeweilige Lebenszeit und die einhergehenden neuesten Kunstrichtungen“.

## Werke (Auswahl)
| | |
| Kleinbronzen - Kopf eines Satyrknaben bzw. Junger Satyrkopf, um 1910 - Eva, 1919 - Salome, ca. 1920 - Tanzende nackte Frau - Tanzende - Nackter Junge auf Schildkröte | Entwürfe für Porzellanfiguren - Fratellini, 1932; Weißclown stehend mit Gitarre - Grock, 1932; Clown stehend |